# Freestyle ai XXI Giochi olimpici invernali - Ski cross femminile
La gara di ski cross femminile  di freestyle ai XXI Giochi olimpici invernali di Vancouver si è svolta il 21 febbraio  2010  alla Cypress Bowl Ski Area, nel Cypress Provincial Park. La vincitrice è stata lo canadese Ashleigh McIvor.
La gara è stata formata da una fase di qualificazione, a tempo, e poi da una fase ad eliminazione diretta in cui da gare con quattro atlete si qualificavano in due al turno successivo.

## Risultati

### Qualificazioni
| Pos. | Num. | Nome                     | Nazione       | Tempo   |
| ---- | ---- | ------------------------ | ------------- | ------- |
| 1    | 11   | Anna Holmlund            | Svezia        | 1'17"15 |
| 2    | 16   | Ashleigh McIvor          | Canada        | 1'17"17 |
| 3    | 6    | Fanny Smith              | Svizzera      | 1'17"38 |
| 4    | 7    | Kelsey Serwa             | Canada        | 1'17"94 |
| 5    | 28   | Hedda Berntsen           | Norvegia      | 1'17"96 |
| 6    | 5    | Ophélie David            | Francia       | 1'18"14 |
| 7    | 20   | Anna Wörner              | Germania      | 1'18"45 |
| 8    | 1    | Karin Huttary            | Austria       | 1'18"84 |
| 9    | 12   | Katrin Müller            | Svizzera      | 1'18"92 |
| 10   | 10   | Danielle Poleschuk       | Canada        | 1'19"02 |
| 11   | 19   | Magdalena Iljans         | Svezia        | 1'19"05 |
| 12   | 4    | Marte Høie Gjefsen       | Norvegia      | 1'19"30 |
| 13   | 13   | Marion Josserand         | Francia       | 1'19"42 |
| 14   | 14   | Julia Murray             | Canada        | 1'19"54 |
| 15   | 25   | Jenny Owens              | Australia     | 1'19"80 |
| 16   | 8    | Sasa Faric               | Slovenia      | 1'20"01 |
| 17   | 27   | Katya Crema              | Australia     | 1'20"19 |
| 18   | 29   | Julie Jensen             | Norvegia      | 1'20"23 |
| 19   | 23   | Heidi Zacher             | Germania      | 1'20"35 |
| 20   | 17   | Sophie Fjellvang-Sølling | Danimarca     | 1'20"41 |
| 21   | 26   | Noriko Fukushima         | Giappone      | 1'20"56 |
| 22   | 21   | Katrin Ofner             | Austria       | 1'20"61 |
| 23   | 18   | Andrea Limbacher         | Austria       | 1'20"86 |
| 24   | 2    | Julia Manhard            | Germania      | 1'21"10 |
| 25   | 9    | Katrin Gutensohn         | Austria       | 1'21"26 |
| 26   | 32   | Karolina Riemen          | Polonia       | 1'21"36 |
| 27   | 15   | Gro Kvinlog              | Norvegia      | 1'21"93 |
| 28   | 31   | Chloé Georges            | Francia       | 1'22"03 |
| 29   | 22   | Franziska Steffen        | Svizzera      | 1'22"32 |
| 30   | 24   | Michelle Greig           | Nuova Zelanda | 1'22"52 |
| 31   | 33   | Rocío Delgado            | Spagna        | 1'22"67 |
| 32   | 30   | Yulia Livinskaya         | Russia        | 1'22"83 |
| 33   | 35   | Ruxandra Nedelcu         | Romania       | 1'23"04 |
| 34   | 34   | Sarah Sauvey             | Gran Bretagna | 1'24"52 |
| 35   | 3    | Sanna Luedi              | Svizzera      | 1'32"87 |

### Fase ad eliminazione diretta

#### Ottavi di finale
Batteria 1
| Pos. | Num. | Nome             | Nazione  | Note |
| ---- | ---- | ---------------- | -------- | ---- |
| 1    | 1    | Anna Holmlund    | Svezia   | Q    |
| 2    | 16   | Sasa Faric       | Slovenia | Q    |
| 3    | 24   | Julia Manhard    | Germania |      |
| 4    | 32   | Yulia Livinskaya | Russia   | DNF  |

Batteria 2
| Pos. | Num. | Nome             | Nazione   | Note |
| ---- | ---- | ---------------- | --------- | ---- |
| 1    | 8    | Karin Huttary    | Austria   | Q    |
| 2    | 17   | Katya Crema      | Australia | Q    |
| 3    | 25   | Katrin Gutensohn | Austria   |      |
| 4    | 9    | Katrin Müller    | Svizzera  | DNF  |

Batteria 3
| Pos. | Num. | Nome             | Nazione  | Note |
| ---- | ---- | ---------------- | -------- | ---- |
| 1    | 6    | Ophélie David    | Francia  | Q    |
| 2    | 11   | Magdalena Iljans | Svezia   | Q    |
| 3    | 27   | Gro Kvinlog      | Norvegia |      |
| 4    | 19   | Heidi Zacher     | Germania |      |

Batteria 4
| Pos. | Num. | Nome              | Nazione  | Note |
| ---- | ---- | ----------------- | -------- | ---- |
| 1    | 4    | Kelsey Serwa      | Canada   | Q    |
| 2    | 13   | Marion Josserand  | Francia  | Q    |
| 3    | 21   | Noriko Fukushima  | Giappone |      |
| 4    | 29   | Franziska Steffen | Svizzera | DNF  |

Batteria 5
| Pos. | Num. | Nome           | Nazione       | Note |
| ---- | ---- | -------------- | ------------- | ---- |
| 1    | 3    | Fanny Smith    | Svizzera      | Q    |
| 2    | 14   | Julia Murray   | Canada        | Q    |
| 3    | 22   | Katrin Ofner   | Austria       |      |
| 4    | 30   | Michelle Greig | Nuova Zelanda |      |

Batteria 6
| Pos. | Num. | Nome                     | Nazione   | Note |
| ---- | ---- | ------------------------ | --------- | ---- |
| 1    | 5    | Hedda Berntsen           | Norvegia  | Q    |
| 2    | 12   | Marte Høie Gjefsen       | Norvegia  | Q    |
| 3    | 20   | Sophie Fjellvang-Sølling | Danimarca |      |
| 4    | 28   | Chloé Georges            | Francia   |      |

Batteria 7
| Pos. | Num. | Nome               | Nazione  | Note |
| ---- | ---- | ------------------ | -------- | ---- |
| 1    | 18   | Julie Jensen       | Norvegia | Q    |
| 2    | 26   | Karolina Riemen    | Polonia  | Q    |
| 3    | 10   | Danielle Poleschuk | Canada   |      |
| 4    | 7    | Anna Wörner        | Germania | DNF  |

Batteria 8
| Pos. | Num. | Nome             | Nazione   | Note |
| ---- | ---- | ---------------- | --------- | ---- |
| 1    | 2    | Ashleigh McIvor  | Canada    | Q    |
| 2    | 15   | Jenny Owens      | Australia | Q    |
| 3    | 31   | Rocío Delgado    | Spagna    |      |
| 4    | 23   | Andrea Limbacher | Austria   | DNF  |

#### Quarti di finale
Batteria 1
| Pos. | Num. | Nome          | Nazione   | Note |
| ---- | ---- | ------------- | --------- | ---- |
| 1    | 8    | Karin Huttary | Austria   | Q    |
| 2    | 1    | Anna Holmlund | Svezia    | Q    |
| 3    | 17   | Katya Crema   | Australia |      |
| 4    | 16   | Sasa Faric    | Slovenia  |      |

Batteria 2
| Pos. | Num. | Nome             | Nazione | Note |
| ---- | ---- | ---------------- | ------- | ---- |
| 1    | 4    | Kelsey Serwa     | Canada  | Q    |
| 2    | 13   | Marion Josserand | Francia | Q    |
| 3    | 11   | Magdalena Iljans | Svezia  | DNF  |
| 4    | 6    | Ophélie David    | Francia | DNF  |

Batteria 3
| Pos. | Num. | Nome               | Nazione  | Note |
| ---- | ---- | ------------------ | -------- | ---- |
| 1    | 5    | Hedda Berntsen     | Norvegia | Q    |
| 2    | 3    | Fanny Smith        | Svizzera | Q    |
| 3    | 12   | Marte Høie Gjefsen | Norvegia |      |
| 4    | 14   | Julia Murray       | Canada   |      |

Batteria 4
| Pos. | Num. | Nome            | Nazione   | Note |
| ---- | ---- | --------------- | --------- | ---- |
| 1    | 2    | Ashleigh McIvor | Canada    | Q    |
| 2    | 18   | Julie Jensen    | Norvegia  | Q    |
| 3    | 15   | Jenny Owens     | Australia |      |
| 4    | 26   | Karolina Riemen | Polonia   |      |

#### Semifinali
I primi due classificati di ogni semifinale si sono qualificati alla finale principale, gli altri due alla finale B.
Semifinale 1
| Pos. | Num. | Nome             | Nazione | Note |
| ---- | ---- | ---------------- | ------- | ---- |
| 1    | 8    | Karin Huttary    | Austria | Q    |
| 2    | 13   | Marion Josserand | Francia | Q    |
| 3    | 4    | Kelsey Serwa     | Canada  |      |
| 4    | 1    | Anna Holmlund    | Svezia  |      |

Semifinale 2
| Pos. | Num. | Nome            | Nazione  | Note |
| ---- | ---- | --------------- | -------- | ---- |
| 1    | 5    | Hedda Berntsen  | Norvegia | Q    |
| 2    | 2    | Ashleigh McIvor | Canada   | Q    |
| 3    | 3    | Fanny Smith     | Svizzera |      |
| 4    | 18   | Julie Jensen    | Norvegia |      |

#### Finali
Finale B
| Pos. | Num. | Nome          | Nazione  | Note |
| ---- | ---- | ------------- | -------- | ---- |
| 5    | 4    | Kelsey Serwa  | Canada   |      |
| 6    | 1    | Anna Holmlund | Svezia   |      |
| 7    | 3    | Fanny Smith   | Svizzera |      |
| 8    | 18   | Julie Jensen  | Norvegia |      |

Large Final
| Pos. | Num. | Nome             | Nazione  | Note |
| ---- | ---- | ---------------- | -------- | ---- |
|      | 2    | Ashleigh McIvor  | Canada   |      |
|      | 5    | Hedda Berntsen   | Norvegia |      |
|      | 13   | Marion Josserand | Francia  |      |
| 4    | 8    | Karin Huttary    | Austria  |      |